# Зелений марш

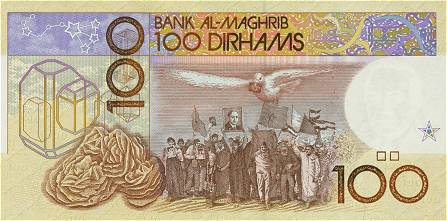
Купюра 100 марокканських дирхамів 1991 року на пам'ять про Зелений марш

Зелений марш (араб. المسيرة الخضراء) — масова демонстрація марокканців у листопаді 1975 року, організована марокканським урядом і спрямована на примушення Іспанії передати Марокко спірну територію Західної Сахари. Слово «зелений» у назві маршу означає його зв'язок з ісламом.

## Перебіг подій
16 жовтня 1975 року король Хасан II оголосив про організацію маршу з метою звільнення південних провінцій королівства, спираючись на неоднозначність рішення Міжнародного суду в Гаазі, яке підтвердило, що Сахара завжди була заселена, й завжди була лояльною у відносинах між сахарцями й султанами Марокко, розцінивши таке рішення як визнання на користь повернення Сахари до складу Марокко.
6 листопада 1975 року 350 000 неозброєних марокканців, серед яких були жінки й діти, за закликом короля зібрались у південному місті Тарфая та, розмахуючи марокканськими прапорами, портретами короля й Кораном, з вигуками: «Поверніть нам Марокканську Сахару!», перейшли за його командою уявний кордон, не зустрічаючи спротиву, оскільки іспанським військам було віддано наказ не стріляти для уникнення кровопролиття. Від того дня офіційно почалась марокканська анексія Західної Сахари, введення на ту територію регулярних сил марокканської армії з мето окупації території та попередження можливої протидії як з боку Алжиру, так і з боку місцевих повстанців з Полісаріо. Той пам'ятний день 6 листопада 1975 року походу марокканців у північну частину Західної Сахари з метою анексії тієї території, організованого королем Хасаном II, став національним святом у Марокко.
Сахарська Арабська Демократична Республіка вважає «3елений марш» анексією й окупацією.